# Aeropuerto de Pau-Pirineos
El Aeropuerto Internacional de Pau-Pirineos (del francés: Aéroport International Pau-Pyrénées), (IATA: PUF, OACI: LFBP) es un aeropuerto situado en la comuna de Uzein, 7 km al noroeste de Pau, en el departamento de Pirineos Atlánticos de la región de Aquitania, en Francia. Es el cuarto aeropuerto más importante del sudoeste del país, con 765.000 pasajeros por año.

## Historia
El aeropuerto de Pau fue construido en 1948, en que constaba sólo de una pista en el pueblo de Uzein. En 1984 se construyó la terminal. La remodelación definitiva del aeropuerto se produjo en 2002, con la inauguración de una nueva terminal y unas modernas instalaciones a cargo del ministro de transportes Gilles de Robien, que puede acoger a 1.000.000 de pasajeros al año. Hasta 2006 fue gestionado por la Cámara de Comercio e Industria de Pau Béarn, y desde entonces por una corporación formada por los distintos gobiernos regionales y departamentales y de las 16 comunidades a que da servicio.

## Aerolíneas y destinos
Las compañías que operan desde y hacia el aeropuerto de Pau-Pirineos y sus destinos son las siguientes:
| Aerolíneas       | Destinos                                                  |
| ---------------- | --------------------------------------------------------- |
| Air France       | Lyon, París–Charles de Gaulle Estacional: Ajaccio, Figari |
| Chalair Aviation | Estacional: Brest, Kerry (via BES)                        |
| Transavia        | París–Orly                                                |
| Twin Jet         | Marsella                                                  |

## Estadísticas
Ver fuente y consulta Wikidata.

## Actividades aeroportuarias
Creada en 1980, la zona de actividades industriales Aéropole concentra 500 empresas y 4.000 empleos en torno al aeropuerto. Sus principales actividades son aeronáuticas, logísticas, electrónicas y de servicios.
Al sur de la pista se encuentran las instalaciones militares que incluyen la École des troupes aéroportées y un regimiento de helicópteros de combate, el 5º RHC, con 80 unidades de los modelos Gazelle, Puma, Cougar y Tigre.